# Alfred Eisenstaedt
Alfred Eisenstaedt (Dirschau (West-Pruisen, Duitse Rijk), 6 december 1898 – Oak Bluffs, Massachusetts (Verenigde Staten), 24 augustus 1995) was een Duits-Amerikaans straat- en persfotograaf. Meer dan negentig keer prijkte een van zijn foto's op de cover van het tijdschrift Life. 

## Loopbaan
Na de Eerste Wereldoorlog studeerde Eisenstaedt aan de Humboldtuniversiteit, waarna hij op freelance basis ging fotograferen voor Associated Press. Eind 1935 emigreerde hij naar de Verenigde Staten, waar hij een jaar later aan de slag ging bij Life. Op de dag van de Japanse overgave maakte Alfred Eisenstaedt zijn bekendste werk; V-J Day in Times Square, een foto van een kussende matroos en verpleegster op Times Square, tussen een feestvierende menigte. In 1989 werd hij onderscheiden met de National Medal of Arts, de hoogste onderscheiding die een artiest of patroon in de Verenigde Staten kan krijgen. Postuum zijn verschillende fotoprijzen naar hem vernoemd, waaronder de Alfred Eisenstaedt "Life Legend" Award. 

## Fotogalerij

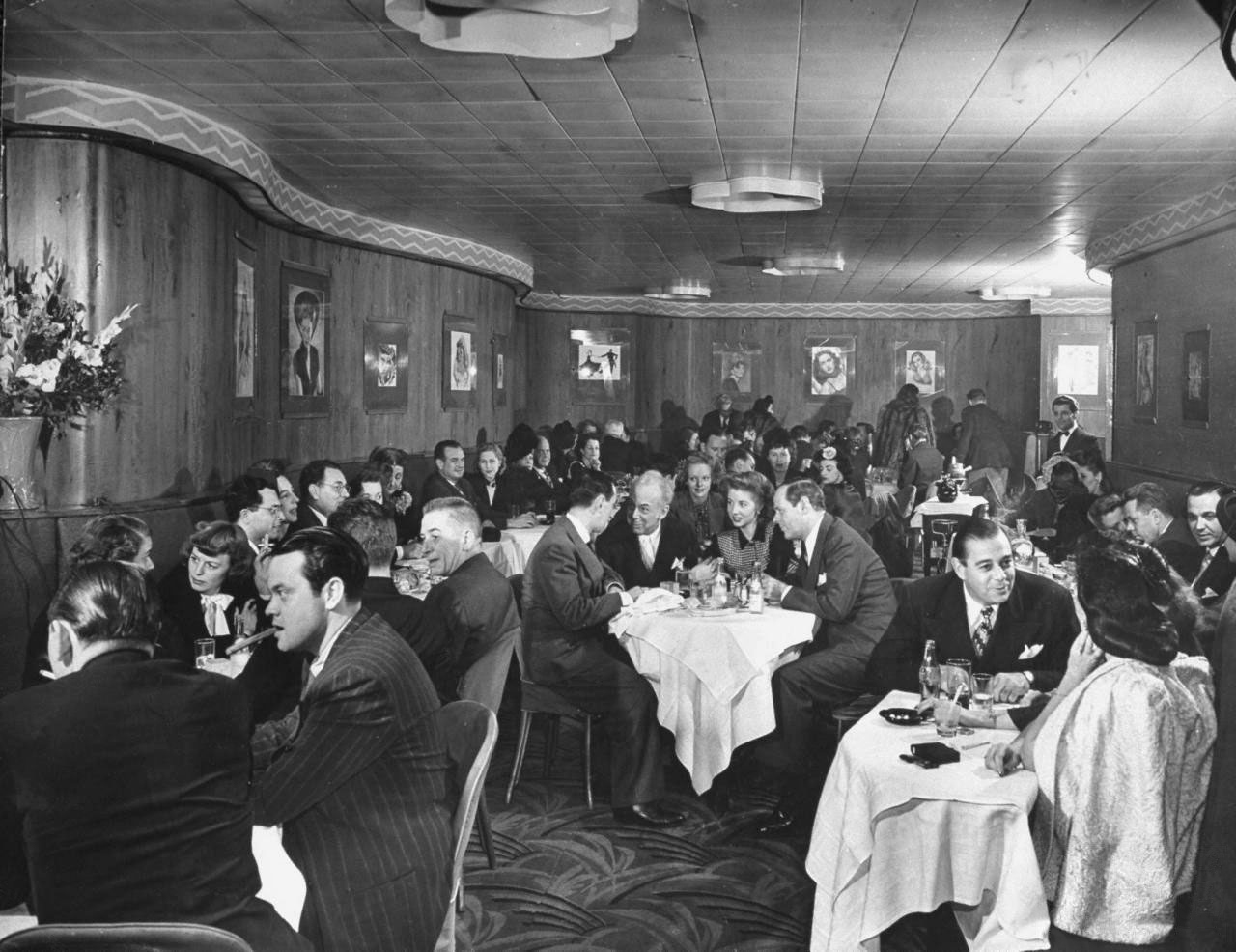
De Stork Club, een nachtclub in Manhattan, 1944.
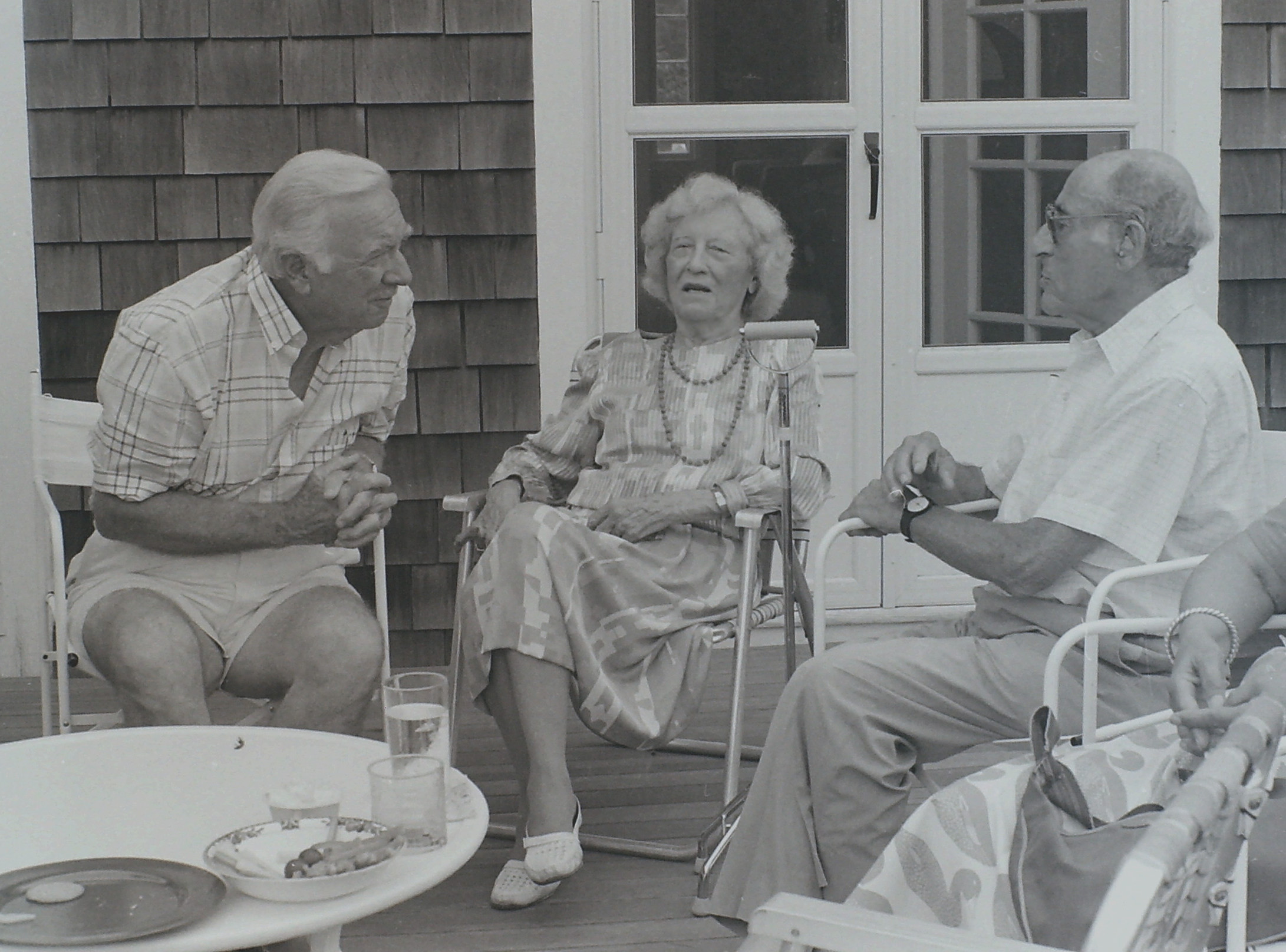
Eisenstaedt en Walter Cronkite, 1988.
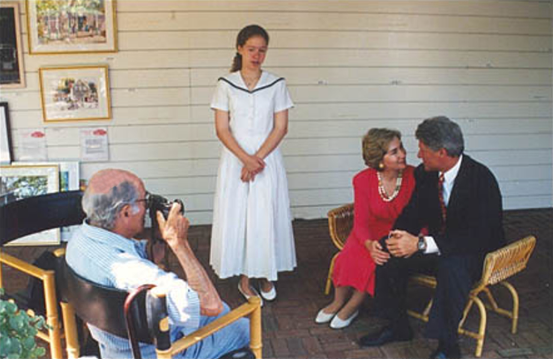
Eisenstaedt fotografeert president Bill Clinton en first-lady Hillary Clinton, 1993.
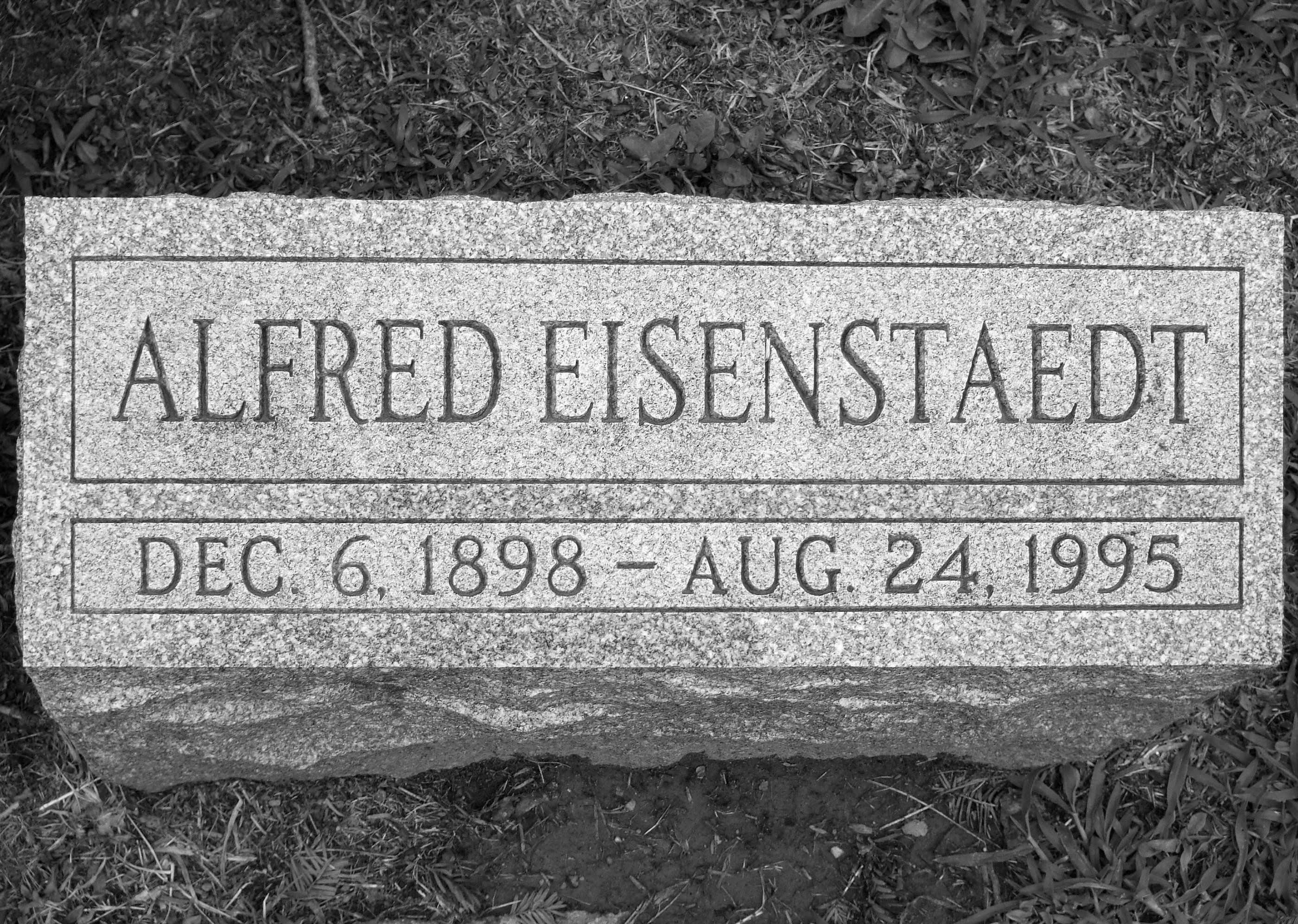
Grafsteen van Alfred Eisenstaedt op de Mt. Hebron Cemetery in Queens, New York.

- Bibsys: 97029863
- Biblioteca Nacional de Chile: 000310948
- Bibliothèque nationale de France: cb12170201z (data)
- Gemeinsame Normdatei: 118799886
- International Standard Name Identifier: 0000 0000 8140 5309
- Library of Congress Control Number: n80060752
- Nationale Bibliotheek van Tsjechië: xx0123398
- Nationale Bibliotheek van Israël: 987007260599105171
- Nederlandse Thesaurus van Auteursnamen: 06889130X
- PIC: 2340
- RKD-Nederlands Instituut voor Kunstgeschiedenis: 233151
- LIBRIS: 184724
- SNAC: w6445sv2
- Système universitaire de documentation: 030244226
- Trove: 814976
- Union List of Artist Names: 500059996
- Virtual International Authority File: 61587545
- WorldCat: E39PBJt3WQg43TDPGrHbbBrH4q